# Cambira
Cambira är en kommun i Brasilien.   Den ligger i delstaten Paraná, i den södra delen av landet, 900 km söder om huvudstaden Brasília. Antalet invånare är 7 236.
Omgivningarna runt Cambira är en mosaik av jordbruksmark och naturlig växtlighet. Runt Cambira är det ganska glesbefolkat, med 42 invånare per kvadratkilometer.